# Naturschutzgebiet St. Arnualer Wiesen

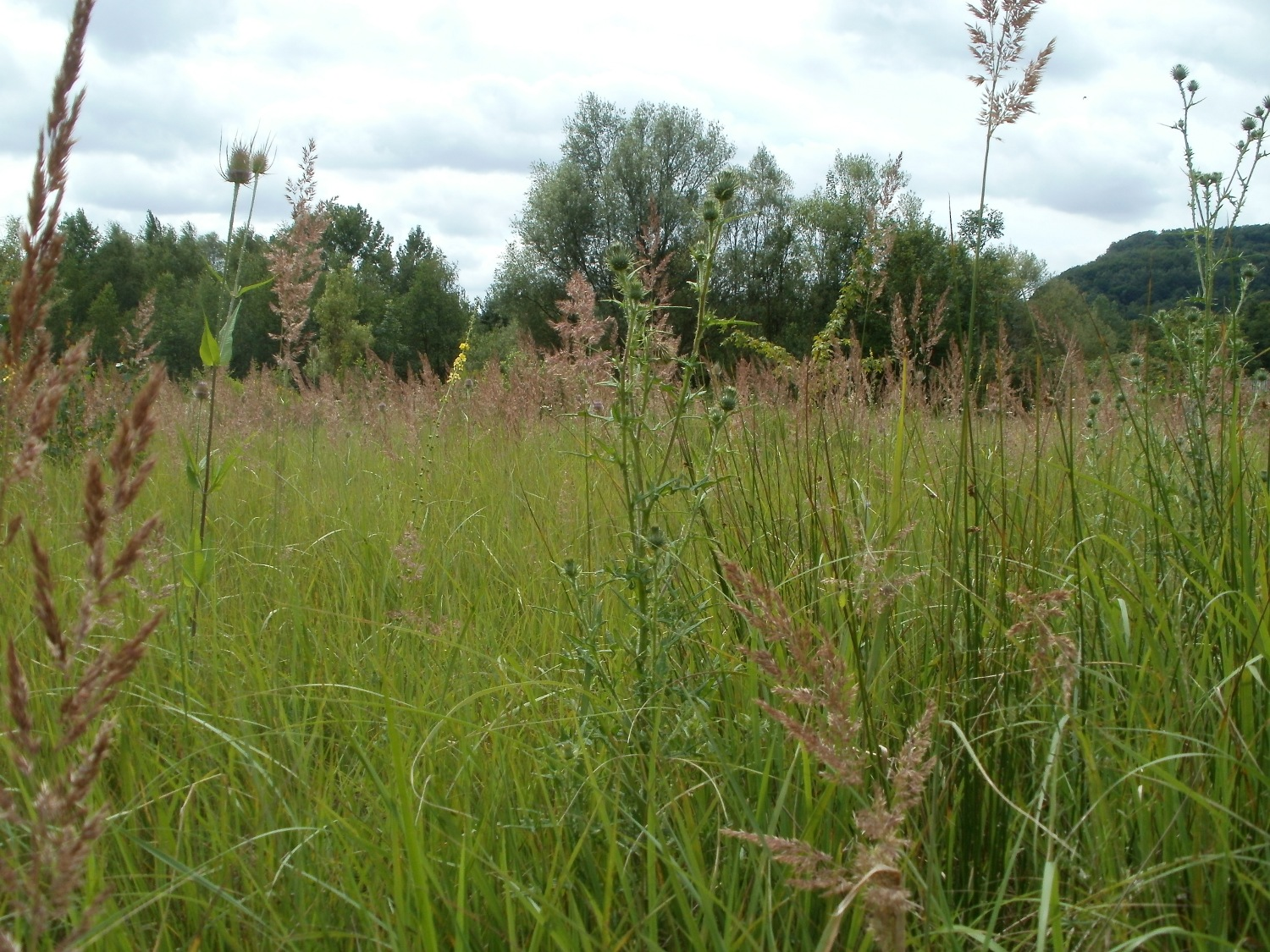
Blick auf die St. Arnualer Wiesen

Die St. Arnualer Wiesen (auch: Daarler Wiesen) sind ein Naturschutzgebiet in Saarbrücken. Das Gebiet umfasst 36 ha und wurde 2004 als Naturschutzgebiet ausgewiesen.

## Lage
Das Naturschutzgebiet liegt am rechten Saarufer zwischen der Saar und der Eisenbahnstrecke Saarbrücken–Saargemünd im Südosten Saarbrückens. Im Norden begrenzt der Osthafen das Gebiet, im Süden ein Industriegebiet, im Osten der Stadtteil Brebach-Fechingen.

## Geschichte
Der westliche Bereich der St. Arnualer Wiesen war bis 1955 Standort des Flughafens Saarbrücken. Schon vor der Einstellung des Flugbetriebs begann man, in Teilbereichen Trümmerschutt zu lagern. Zu diesem Zeitpunkt war das Gebiet auf ganzer Länge im Westen mit dem Stadtteil St. Arnual verbunden. In den 1960er Jahren wurde jedoch die im Osten verlaufende Saar nach Westen verlegt und trennte zukünftig die Wiesen von St. Arnual. Außerdem wurde die Autobahn A620 zwischen Saar und St. Arnual erbaut. Neben Bauschutt wurde auch der Aushub des Saardurchstiches in den St. Arnualer Wiesen entsorgt. In Teilbereichen erfolgte außerdem eine Sandaufschüttung mit bis zu 3 m Dicke. Gleichzeitig begannen Planungen für eine industrielle Ansiedlung, die jedoch wieder verworfen wurden. Steinerner Zeuge dieser Planungen ist eine vierspurige „Geisterbrücke“ über die Saar, die das zukünftige Industriegebiet an St. Arnual binden sollte. Der Brücke fehlt jedoch eine Verkehrsanbindung, so dass sie heute nur Spazierpfade verbindet. Das Gebiet blieb unangetastet.
Bis in die 1990er Jahre gab es immer wieder Überlegungen zu industrieller Ansiedlung, doch die Pläne scheiterten am Widerstand der Bevölkerung und einer Bürgerinitiative. 1995 setzten sich in Befürworter zur Erhaltung der St. Arnualer Wiesen als Freifläche durch. Der Stadtrat beschloss noch im gleichen Jahr ein „Nutzungskonzept St. Arnualer Wiesen“. 2003 folgte das Land dieser Entscheidung für einen Erhalt als Freifläche und beschloss die Ausweisung als Naturschutzgebiet. Gleichzeitig wurde es als Europäisches Schutzgebiet nach der Fauna-Flora-Habitat-Richtlinie gemeldet.
Im Jahr 2015 wurde das Naturschutzgebiet unter der Kennung N 6708-308 mit gleichem Namen und gleicher Lage zum Teil des Netzes Natura 2000 erklärt.

## Fauna und Flora
Durch die Kombination aus lehmhaltigen Auenböden und den Trümmer- und Sandaufschüttungen entstand ein komplexes Biotop aus Wald, Sandmagerrasen, Feuchtwiesen und Sümpfen. Inzwischen besiedeln 33 Brutvogelarten, wie Eisvogel, Rebhuhn und Bekassine das Gebiet, aber auch 163 Tagfalterarten, darunter der seltene, stark gefährdete Große Feuerfalter. Auch eine seltene Flora hat sich gebildet, darunter 10 Orchideenarten, wie Pyramiden-Hundswurz, Waldvögelein, Knabenkraut, Breitblättrige Stendelwurz, Großes Zweiblatt, Bienen-Ragwurz, Helm-Knabenkraut und Zweiblättrige Waldhyazinthe.